# Ocean Victory (yacht sjösatt 2014)
M/Y Ocean Victory är en megayacht tillverkad av Fincantieri i Italien. Hon levererades 2014 till sin ägare, Viktor Rasjnikov, en rysk oligark. Megayachten designades exteriört av Espen Øino medan Alberto Pinto och Laura Sessa Romboli designade interiören. Ocean Victory är 140 meter lång och har en kapacitet upp till 26 passagerare fördelat på 13 hytter. Den har en besättning på 50 besättningsmän och en helikopter.
Megayachten kostade $300 miljoner att bygga.